# Robert Pollard (musicien)
 (août 2012).
Si vous disposez d'ouvrages ou d'articles de référence ou si vous connaissez des sites web de qualité traitant du thème abordé ici, merci de compléter l'article en donnant les références utiles à sa vérifiabilité et en les liant à la section « Notes et références ».
Pour les articles homonymes, voir Pollard.
Robert Pollard est un musicien américain né le 31 octobre 1957 à Dayton dans l'Ohio. Il est le leader du groupe de rock indépendant lo-fi Guided by Voices, actif de 1983 à 2014.
Plus de 1500 chansons sont enregistrées à son nom au BMI (Broadcast Music Incorporated), qui copyrighte les créations musicales aux États-Unis, ce qui en fait un des compositeurs les plus prolifiques de sa génération[Interprétation personnelle ?].
Pollard est enseignant en quatrième année d'école primaire jusqu'en 1994, année où il abandonne son travail pour se consacrer uniquement à la musique.

## Albums solo
- 1996 : Not in My Airforce
- 1998 : Waved Out
- 1999 : Kid Marine
- 2004 : Fiction Man
- 2006 : From a Compound Eye
- 2006 : Normal Happiness
- 2007 : Standard Gargoyle Decisions
- 2007 : Coast to Coast Carpet of Love
- 2008 : Superman Was a Rocker
- 2008 : Robert Pollard Is Off to Business
- 2009 : The Crawling Distance
- 2009 : Elephant Jokes
- 2010 : We All Got Out Of The Army
- 2010 : Moses on a Snail
- 2011 : Space City Kicks
- 2011 : Lord of the Birdcage
- 2012 : Mouseman Cloud
- 2012 : Jack Sells The Cow
- 2013 : Honey Locust Honky Tonk
- 2013 : Blazing Gentlemen
- 2015 : Ricked Wicky: I Sell the Circus
- 2015 : Faulty Superheroes
- 2016 : Of Course You Are